# Олекса Пристай
Олекса Пристай (27 лютого 1863, Трускавець, Дрогобицький повіт, Самбірський округ, Королівство Галичини та Володимирії, Австрійська імперія — 17 січня 1944, Слотсберг, штат Нью-Йорк, США) — український релігійний та громадський діяч, греко-католицький священник, письменник-мемуарист, автор 4-х томних спогадів «Із Трускавця у світ хмародерів», прадід письменника, перекладача, біолога Тараса Прохаська та перекладача, письменника, літературознавця, психоаналітика Юрія Прохаська.

## Життєпис
Олекса Пристай народився 27 лютого 1863 року в Трускавці, у селянській родині. У Олекси Пристая були брати: Ілько (нар. 1861) та Іван, сестри: Катерина, Марія (нар. 1843) та Анастасія. Дитинство пройшло на Болоні, місцевість у Трускавці. Початкову освіту здобув у трускавецькій народній школі, згодом навчався у Дрогобицькій гімназії та з 1883 року в Стрийській гімназії.
Після закінчення Стрийської гімназії мріяв навчатися у Львівській духовній семінарії, але у ній не було місця. Лише після відвідин митрополита Сильвестра Сембратовича Олекса Пристай був зарахований до семінарії.
У 1893 році, після закінчення навчання у семінарії, був висвячений митрополитом Сембратовичем на священника. Цього ж року одружився з Оленою Бачинською із села Серафинці. Служив на парафіях Львівщини (Золочівщина) та Станіславщини (Рогатинщина), у селах Підгір'я, Лагодів, Гологори, Журів.
При допомозі єпископа Ортинського о. Олекса Пристай 17 листопада 1907 року емігрував до США, де служив українській греко-католицькій церкві в еміграції, проводив широку культурологічну та громадсько-політичну діяльність у середовищі українських емігрантів США.
В Америці о. Олекса Пристай працював з 1907 по 1941 роки у міста східно-американських штатів: Еду, Скрентон, Пасеїк, Гартфорд, Сірак'юз, Карнеґі, Баффало, Стемфорд, Нью-Гавен, Гудзон.
Олекса Пристай був першим парохом церкви св. Миколая у Пасеїку в 1910 році.
У містечку Сірак'юз о. Олекса Пристай працював з 1915 по 1918 рік. Від 1 червня 1917 року він був також парохом у містечку Карнеґі, штат Пенсільванія.
Останнім місцем діяльності о. Олекси Пристая був Джонстаун, де він був духовним пастирем у період з 1939 по 1941 рік.
За участі о. Олекси Пристая збиралися кошти на два українські літаки «Україна» і «Львів».
У 1938 році о. Олекса Пристай був на з'їзд кооператорів у Ворохті. Після з'їзду побував на своїй малій батьківщині Трускавці, де зустрівся з родиною та з активом громади.
На 78 році життя, у 1941 році, о. Олекса Пристай вийшов на пенсію.
Помер о. Олекса Пристай 17 січня 1944 року в місті Слотсберг, похований у містечку Сірак'юз, штат Нью-Йорк

## Сім'я
- Ольга Пристай (Бачинська; 1873 — 1933) — дружина. Похована на Янівському цвинтарі у Львові
- Тарас Пристай (1894 — 1919) — син, доброволець Січових стрільців, старшина Української гналицької армії, загинув у Трикутнику смерті під час епідемії тифу[6].
- Богдан Пристай (1895, Підгірці — 1965, вано-Франківськ[7]) — син, дідусь Тараса та Юрія Прохаськів[8]. Воював на італійському фронті в часи Першої світової війни, потрапив у італійський полон, студіював електротехніку у Відні;
- Наталія Пристай (Огоновська; 1899 — 1969) — дочка, закінчила гімназію Сестер Василіянок у Львові, студії біології у Віденському університеті[9][6], учениця художника Олекси Новаківського[10];
- Оксана Пристай (1904 — ?) — дочка, закінчила гімназію Сестер Василіянок у Львові, студії медицини у Відні, після Першої світової війни виїхала до батька у США[9][6]. Визнана найкращою медсестрою Америки, через те, що доглядала за дітьми під час епідемії енцефаліту;
- Мирослава Пристай (1909 — 1986) — дочка, названа на честь Мирослава Січинського, закінчила гімназію Сестер Василіянок у Львові[9][6].

## Доробок
Коли о. Олексі Пристаю виповнилось 62 роки, він взявся за перо і за 8 років написав книгу спогадів «Із Трускавця у світ хмародерів», яка є ґрунтовною історичною працею про культуру, побут не тільки мешканців міста Трускавець, але й всього галицького краю.
Перші три томи були видані у Львові видавничою спілкою «Діло» у 1933 році. Редагував все видання та написав передмову доктор Лев Мидловський. Також спогади публікувалися львівською газетою «Діло» у 1936 році. Спогади котрі не були ще видані, їх надсилали частинами у Львів, були конфісковані НКВС у перші роки окупації Львова та були передані в архів. У першому томі спогадів висвітлює минуле Трускавця — частина перша: «Моє рідне гніздо», «Назва Трускавця, населення і положення», «Нафтуся — Маруся», «Трускавецькі хати», «Ноша Трускавчан», «Пори року на селі», «Трускавецькі сади», «Освіта і мораль»; частина друга: «Діточі й хлопячі літа»; частина третя: «В міській школі». У другому та третьому томі йдеться про перебування о. Пристая як священника у інших місцях та про його еміграційну діяльність в США.
До 1989 року спогади о. Олекси Пристая перебували на таємному зберіганні, тому їх не можна було ані перевидати, ані популяризувати. У 2003—2004 роках з Центрального державного історичного архіву України в Львові були викрадені документи, що мали відношення до о. Пристая. Так зник фонд № 789 Пристай Олекса, 1880—1937 рр.: спр. 68. Фотографії О. Пристая та його родини (1883—1995, 21 арк.); спр. 69. Фотографії Т. Пристая — хорунжого УСС (1915—1919, 53 арк..); спр. 70. Фотографії О. Пристая з Америки (1953—1973, 22 арк.).
У 1992 році фрагменти спогадів «З Трускавця у світ хмародерів» публікувалися у франківському часописі «Четвер».
Також спогади о. Олекси Пристая були опубліковані в трускавецькій газеті «Франкова криниця», які вийшли у формі додатку до цього видання.
У 2010 року репринтне видання книги-спогадів «З Трускавця у світ хмародерів» вийшло у видавництві «Коло». 9 вересня 2010 року, в приміщенні Самбірсько-Дрогобицької єпархії УГКЦ, відбулась презентація спогадів Олекси Пристая.
2013 року в рамках Всеукраїнського конкурсу буктрейлерів «Оживають герої на екрані у рекламі» створено огляд першого тому тетралогії «З Трускавця у світ хмародерів».

## Вшанування пам'яті
Рішення Трускавецької міської ради № 60 від 15 лютого 1990 року вул. Карпатську було перейменовано на вулицю Олекси Пристая.
У жовтні 2011 року в Трускавці інтернет-виданням «Трускавецький вісник» була заснована «Премія імені отця Олекси Пристая».
3 березня 2013 року в Трускавці на вулиці Симоненка, 3 на місці хати, де в лютому 1863 року народився о. Олекса Пристай, відбулося урочисте відкриття каменя з меморіальною дошкою на честь священника подвижника та письменника. На відкритті був присутнім правнук о. Олекси Пристая письменник Тарас Прохасько.
28 лютого 2018 року в Музеї історії Трускавця відбувся вечір «Життєва мудрість крізь призму спогадів отця Олекси Пристая», на якому був присутній український письменник, внук о. Олекси Пристая, Тарас Прохасько.
1 березня 2018 року в Музеї історії Трускавця відбулись урочисті заходи зі святкування 155-ї річниці від дня народження о. Олекси Пристая. На урочистості приїхав до Трускавця Тарас Прохасько, щоб зустрітись зі своїми читачами та розповісти про життя свого прадідуся.

## Видання
- Пристай О. З Трускавця у світ хмародерів. — Львів—Нью-Йорк : Друкарня НТШ, 1937. — 316 с.
- Пристай О. З Трускавця у світ хмародерів: минулого й сучасного: Репринтне видання. Дрогобич: Коло, 2010. 252 с.